# Shuntarō Tanikawa
Shuntarō Tanikawa (谷川 俊太郎 Tanikawa Shuntarō) (Tokio, Japón, 15 de diciembre de 1931-Tokio, Japón, 13 de noviembre de 2024) es uno de los poetas contemporáneos más importantes y leídos de Japón. Ha recibido casi todos los premios nacionales de literatura en su país, como el Premio Noma, el Premio Shogakkan, el Hana-Tsubaki y el Yomiuri, además el premio de teatro Saida Takashi. Su libro Merancorī no kawakudari, traducido al inglés por William I. Eliott y Kazuo Kawamura bajo el título "Floating the River in Melancholy", recibió el premio American Book Award en 1988. En 2008 fue nominado al premio Hans Christian Andersen Award por sus contribuciones a la literatura infantil. Autor de más de 70 libros de poesía, de prosa poética, de fotografía con poesía, de pintura con poesía, de literatura infantil, de ensayo, entrevista y opinión, entre otros géneros y temáticas, Tanikawa es también traductor del inglés. Su obra se ha traducido al inglés, francés, chino, entre otros 15 idiomas. Se han traducido al español tres de sus obras: "Sin conocer el mundo" y "Dos mil millones de años luz de soledad" por la traductora Cristina Rascón, y "minimal" Archivado el 30 de marzo de 2019 en Wayback Machine. por David Taranco. En varias ocasiones se ha especulado si será el próximo escritor japonés acreedor al Nobel.

## Biografía
Hijo del reconocido filósofo Tetsuzō Tanikawa  pasó su infancia y adolescencia en los ambientes de guerra y posguerra, bajo la ocupación estadounidense de Japón. En esa época de censura, reformas y un país en reconstrucción, el joven poeta escribe sus primeros poemas. En 1948 empieza a dar lecturas de poesía en bares y centros culturales de Tokio. Cuando en 1950 el joven Tanikawa le muestra a su padre su cuaderno de poemas, este le responde que la mejor crítica vendrá de uno de sus amigos cercanos, Tatsuji Miyoshi, uno de los más relevantes poetas de la época. Miyoshi le anima a participar en la revista Bungakukai (El mundo de la literatura), donde por primera vez publica el poema Nero, entre otros, los cuales pertenecen a su primer libro: Dos mil millones de años luz de soledad, publicado en 1952. Muy pronto, a la par que escribía poesía, también se adentró en la escritura de canciones, teatro y ensayo. También explora la crítica literaria. En la década de los sesenta conforma la Asociación Japón Joven, Wakai Nihon no kai, junto con Kenzaburō Ōe, Shintarō Ishihara, Shyūji Terayama, Keita Asari, Kusuke Nagaro y Toshirō Mayuzumi. Ha sido guionista de la película Fénix (1978), de Kon Ichikawa.
Además de su obra poética, escribe guiones para radio, cine y televisión. Autodidacta en el idioma inglés, ha traducido de dicho idioma al japonés la serie Mother Goose, Peanuts, Swimmy, entre otros. Tiene un hijo pianista con quien interpreta sus poemas en conciertos dentro y fuera de Japón. Su obra aparece en libros de texto y sus poemas son memorizados por niños y niñas en escuelas de formación básica y media. Tanikawa-sensei, además, ha publicado varios libros de entrevistas, conversaciones y uno más de consejos poéticos y espirituales, titulado Shitsumonbako (Caja de preguntas para Tanikawa), donde sus lectores y amigos, tanto niños como adultos, exponen problemas personales a los cuales el poeta responde, breve y por carta, con sensibilidad y sabiduría. Colaboró con Chris Mosdell, para crear tarjetas de omikuji, tradición de adivinación en los templos sintoístas, el cual se tituló Los oráculos de la distracción. Con Jerome Rothenberg  y Hiromi Itō ha participado en poemas renshi (poesía colaborativa), iniciados por el poeta Makoto Ōoka.

## Obras
Tanikawa ha publicado más de setenta libros en japonés de poesía, poesía para niños y ensayo. 
Libros de poesía traducidos al español:
- Amor, jazz, desnudez, viajes, una cocina a media noche y poesía selecta, Antología poética de Shuntarō Tanikawa (Dragón Rojo/Fundación Japón, MÉXICO, 2024). Compilación y traducción de Cristina Rascón.
- Tanikawa, Shuntarō. (2019). minimal  Madrid: Visor Libros. Traducción de David Taranco. Obra original publicada en 2002 Archivado el 30 de marzo de 2019 en Wayback Machine.

- Dos mil millones de años luz de soledad (Universidad Autónoma Metropolitana, Ciudad de México, MÉXICO, 2014).[8]Traducción de Cristina Rascón. Título original: 二十億光年の孤独 (Nijyū okukōnen no kodoku), 東京創元社 (Tōkyō Sōgenshya) ,1952.

- Sin conocer el mundo (Plan C Editores/CONACULTA, Ciudad de México, MÉXICO, 2007).[9]Traducción de Cristina Rascón. Título original: 世間知ラズ(Sekenshirazu), 思潮社Shichyōshya, 1993